# Носов, Александр Андреевич
Алекса́ндр Андре́евич Но́сов (21 июня 1920; село Перерва Ленинской волости Московского уезда Московской губернии — 15 ноября 1991, город Москва) — Герой Советского Союза (1942), подполковник (1975), военный лётчик.

## Биография
Родился 21 июня 1920 года в селе Перерва Ленинской волости Московского уезда Московской губернии. В 1934 году окончил 7 классов школы в городе Люблино (ныне в черте Москвы), в 1937 году — школу ФЗУ в Москве. Работал помощником печатника на фабрике «Гознак». С декабря 1937 года обучался в Тамбовской лётной школе ГВФ.
В армии с октября 1938 года. До октября 1939 года продолжал обучаться в Тамбовской военной авиационной школе лётчиков, в 1940 году окончил Балашовскую военную авиационную школу лётчиков. Служил в строевых частях ВВС (в Московском военном округе).
Участник Великой Отечественной войны: в июне 1941 — лётчик 217-го скоростного бомбардировочного авиационного полка, в августе 1941 — сентябре 1944 — лётчик, командир звена, командир авиаэскадрильи и штурман 288-го (с ноября 1942 — 33-го гвардейского) штурмового авиационного полка. Воевал на Северо-Западном и 2-м Белорусском фронтах. Участвовал в боях в районе Старой Руссы, блокаде и ликвидации демянской группировки противника, Белорусской операции. 13 февраля 1942 года был сбит и совершил вынужденную посадку, получив при этом тяжёлые ранения. За время войны совершил 128 боевых вылетов на штурмовике Ил-2 для нанесения ударов по живой силе и технике противника, в воздушных боях сбил 3 самолёта противника.
Указом Президиума Верховного Совета СССР «О присвоении звания Героя Советского Союза начальствующему составу Красной Армии» от 21 июля 1942 года за «образцовое выполнение боевых заданий командования на фронте борьбы с немецкими захватчиками и проявленные при этом отвагу и геройство» удостоен звания Героя Советского Союза с вручением ордена Ленина и медали «Золотая Звезда».
В апреле 1945 года окончил Полтавскую высшую офицерскую школу штурманов ВВС (в Краснодаре). Служил в ВВС штурманом штурмового авиаполка и командиром авиаэскадрильи штурмового авиаполка, заместителем командира авиаэскадрильи истребительного авиаполка (в Группе советских войск в Германии). С апреля 1948 года майор А. А. Носов — в запасе.
В 1949—1950 годах работал диспетчером в аэропорту «Остафьево», в 1950—1951 — диспетчером учебно-тренировочного отряда в аэропорту «Внуково». В 1952—1968 — диспетчер и руководитель полётов на лётно-испытательной базе НИИ-17 (Научно-исследовательский лётно-испытательный центр).
Жил в Москве. Умер 15 ноября 1991 года. Похоронен на Люблинском кладбище в Москве.

## Награды
- Герой Советского Союза (21.07.1942);
- два ордена Ленина (16.04.1942; 21.07.1942);
- орден Красного Знамени (27.11.1941);
- орден Александра Невского (2.04.1944);
- орден Отечественной войны 1-й степени (11.03.1985);
- медали.